# De forbandede tegninger
De forbandede tegninger er en dansk dokumentarfilm fra 2007, der er instrueret af Karsten Kjær efter eget manuskript. Filmen er en ud af i alt ti internationale dokumentarfilm i serien Why Democracy?, der tager pulsen på demokratiet kloden rundt.

## Handling
Hvordan gik det til, at 12 tegninger af profeten Muhammed i 2005 kastede Danmark ud i en konflikt med hele den muslimske verden? I dokumentarfilmen tager Karsten Kjær på en personlig rejse rundt i Europa og Mellemøsten for at finde hovedkræfterne bag Muhammed-krisen. Han møder blandt andet en dansk statsminister, som ikke vil gå på kompromis med ytringsfriheden, en imam fra Aarhus, som vækker protesterne i sit hjemland Libanon, en islamisk politisk leder, som kræver forbud i FN mod blasfemi - og til slut i Iran en professionel demonstrant, som med præstestyrets velsignelse angriber den danske ambassade. Han og flere andre ser i filmen for første gang de tegninger, som de demonstrerede imod.